# Shimoni
Shimoni è un centro abitato del Kenya situato nella contea di Kwale.